# Саркофаеви
Саркофаеви (Plumbaginaceae) е семейство покритосеменни растения, включващо 24 рода с около 800 вида. Разпространени са по целия свят, като предпочитат сухи или засолени терени или морското крайбрежие. Повечето са многогодишни тревисти растения, но има и лиани и храсти.
В някои по-стари класификации семейството е особявано в самостоятелен разред Plumbaginales, а в системата на Далгрен част от видовете са отделени в отделно семейство Limoniaceae.

## Родове
- Acantholimon
- Aegialitis
- Armeria – Лъжичниче
- Bamiana
- Buciniczea
- Cephalorhizum
- Ceratostigma
- Chaetolimon
- Dictyolimon
- Dyerophytum
- Eremolimon
- Ghasnianthus
- Goniolimon – Змийска трева
- Ikonnikovia
- Limoniastrum
- Limoniopsis
- Limonium – Гърлица
- Meullerolimon
- Neogontscharovia
- Plumbagella
- Plumbago – Саркофай
- Popoviolimon
- Psylliostachys
- Vassilczenkoa